# Талдом
Та́лдом (рос. Талдом) — місто в Московській області, адміністративний центр Талдомського району Московської області. Місто обласного підпорядкування. З 1918 по 1929 — Ле́нінськ. Населення — 12,5 тис. чол. (2009).
Місто розташоване за 110 км на північ від Москви (90 км від МКАД), залізнична станція Талдом-Савеловський на лінії Москва — Савелово.
Поблизу міста Талдом знаходиться село Ахтімнєєво, яке є одним з найстаріших.

## Історія
Відоме вже в XVII як село Та́лдом. Походження назви не з'ясоване, було висунуто кілька версій. Одна з них пов'язує назву з діалектним талдон («нетямуща людина»), але топоніми від прізвиськ у формі називного відмінка утворюються вкрай рідко. Існує також гіпотеза, що в назві поєднані фінське слово talo («будинок») і його російський відповідник дом. Окрім того, фін. talous означає «господарство». Народно-етимологічні версії пов'язують топонім або зі сполученням «там дим» (ніби від слів якогось архієрея, що проїздив мимо), або з ім'ям татарського князя Талдуя, що немовби жив у цій місцевості. Письменник М. М. Пришвін в оповіданні «Башмаки» (про село Талдом) наводить свідчення талдомського священика початку XX століття М. Крестникова. Згідно з одним з них, «талдом — слово татарське і означає стоянка», за іншим, «талдом — фінське і означає жовта земля». Існує ще одна народна-етимологічна версія, що виводить топонім від «стал-дом» (тобто «став (новий) будинок»).
З 1918 — місто Ленінськ; перше місто, назване в честь В. І. Леніна, при житті і, мабуть, без його відома. У 1929 місту було повернуто первісну назву в зв'язку з тим, що в другій половині 1920-х років в СРСР з'явилось ще декілька міст з назвою Ленінськ.

## Економіка
Основні підприємства міста: взуттєва і швейна фабрики, заводи технологічного обладнання, асфальтобетонний, металоконструкцій, хлібобулочний.
Також за декілька кілометрів у Вербилках розташований завод ЗАТ «Фарфор Вербилок», заснований Гарднером. Виготовляна там порцеляна поставлялася в Санкт-Петербург в резиденцію Миколи II. Поблизу від міста, в селищі Сєверний розташований потужний радіопередавальний центр «Талдом» для довгохвильового і короткохвильового діапазону радіочастот.

## Культура, пам'ятки

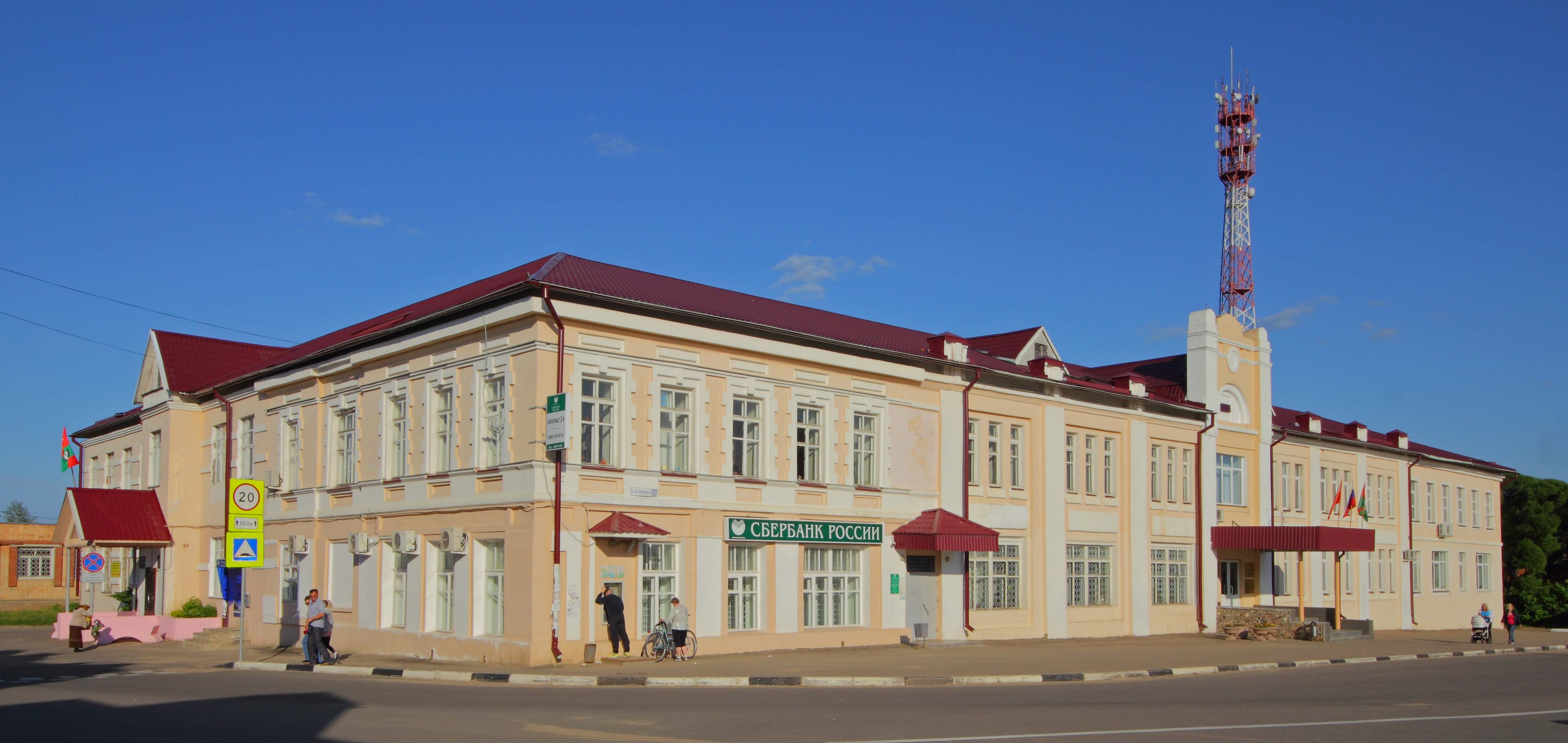
Будівля адміністрації в Талдомі

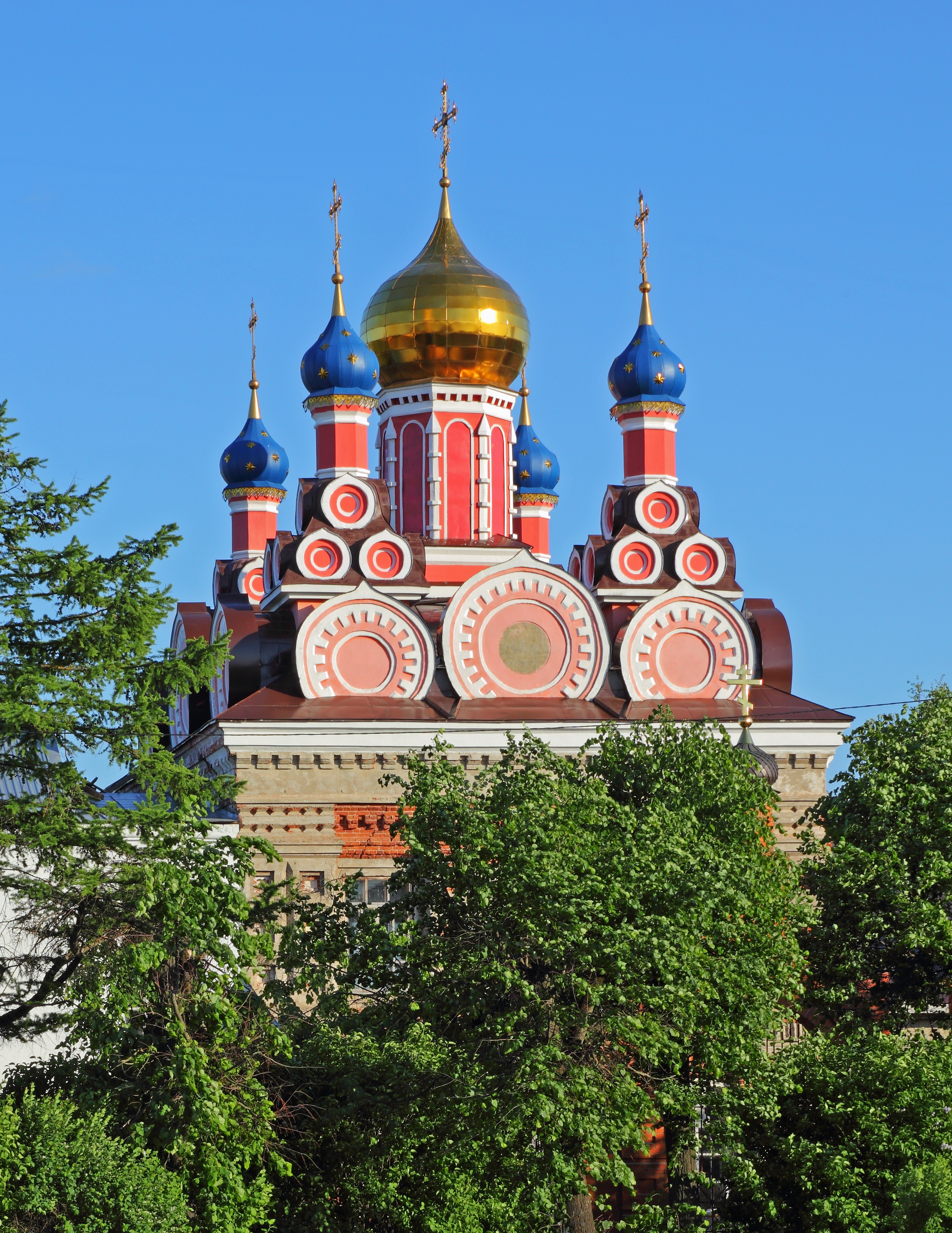
Михайло-Архангельська церква в Талдомі

Є краєзнавчий музей. Видається (2005) газета «Заря».
В околицях Талдома — Спас-Угол, садиба М. Є. Салтикова-Щедріна. Поблизу Талдома народився поет Сергій Кличков.
У місті встановлений пам'ятник В. І. Леніну.